# Behshahr

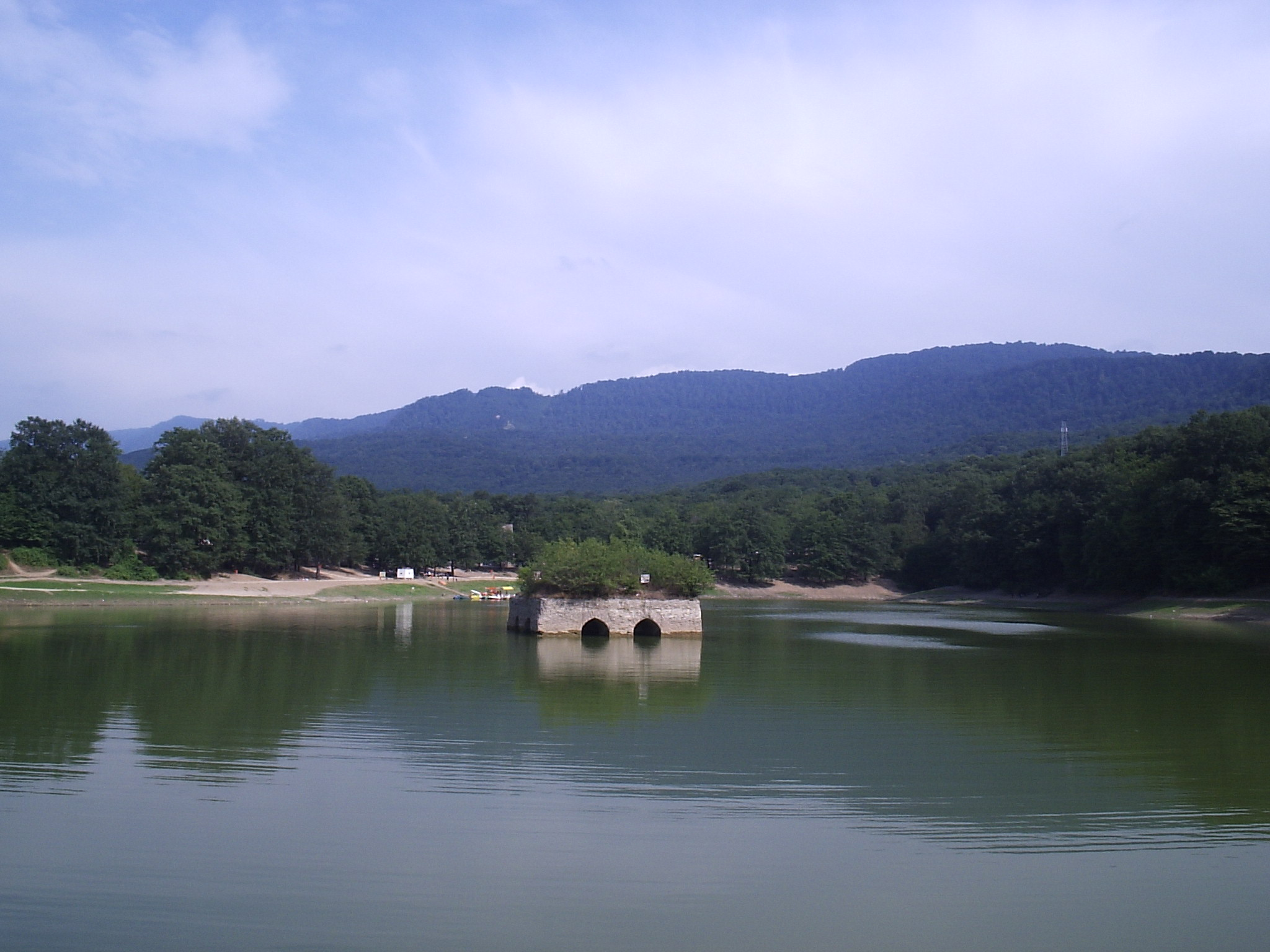
Lago de Abbas Abad en Behshahr, Mazandaran.

Behshahr es una ciudad de Irán, de la provincia de Mazandarán, a 8 km de la costa del mar Caspio y cercana a la capital provincial Sarí (56 km). Su población estimada en 2006 era de  83.537 habitantes. Es capital de un distrito (Buluk). Su nombre significa "ciudad celestial". Su actividad es principalmente agrícola y tiene también industria de producción de aceite vegetal (desde 1951) la más grande de Irán.
En la ciudad se localizan lugares históricos como Abbas Abad, antiguo palacio real, actualmente lugar turístico, donde vivió el sah de Persia Abás el Grande. En varias excavaciones llevadas a cabo durante el siglo XX, se ha encontrado una antigua necrópolis y algunos objetos relacionados.